# Lewiatan (organizacja)
Centralny Związek Polskiego Przemysłu, Górnictwa, Handlu i Finansów (również Lewiatan) – organizacja zrzeszeń gospodarczych związanych z wielkim kapitałem powstała 15 grudnia 1919 roku, reprezentująca polski przemysł wobec władz państwowych i społeczeństwa w okresie międzywojennym. „Lewiatan” został założony przez Andrzeja Wierzbickiego jako kontynuacja Towarzystwa Przemysłowców Guberni Królestwa Polskiego i skupiał początkowo 29 zrzeszeń gospodarczych. Od 1932, po połączeniu z Naczelną Organizacją Zjednoczonego Przemysłu i Rolnictwa Zachodniej i Południowej Polski funkcjonował jako Centralny Związek Przemysłu Polskiego. „Lewiatan” dysponował dużym zapleczem medialnym, w skład którego wchodziły między innymi dziennik „Kurier Polski”, tygodnik (później dziennik) „Depesza”, oraz dwutygodnik „Przegląd Gospodarczy”.
Związek propagował koncepcje polityczne i społeczne ułatwiające funkcjonowanie przemysłu wśród których można wskazać obniżenie podatków i świadczeń socjalnych, zwiększenie pomocy władz państwowych dla przemysłu, a także osłabienie ochrony prawnej przysługującej robotnikom. Członkowie „Lewiatana” brali udział w licznych rządach okresu międzywojennego, a także zasiadali w sejmie, senacie i innych instytucjach państwowych.
Organizacja ta skupiała znanych przemysłowców i ekonomistów (działali m.in.: Alfred Falter, Andrzej Rotwand, Stanisław Karłowski, Stefan Laurysiewicz, Stefan Przanowski, Czesław Klarner, Antoni Olszewski, Edward Natanson, T. Popowskiego, Henryk Grohman, Leopold Wellisz).